# Rigsdaler groenlandais
Pour les articles homonymes, voir rigsdaler.

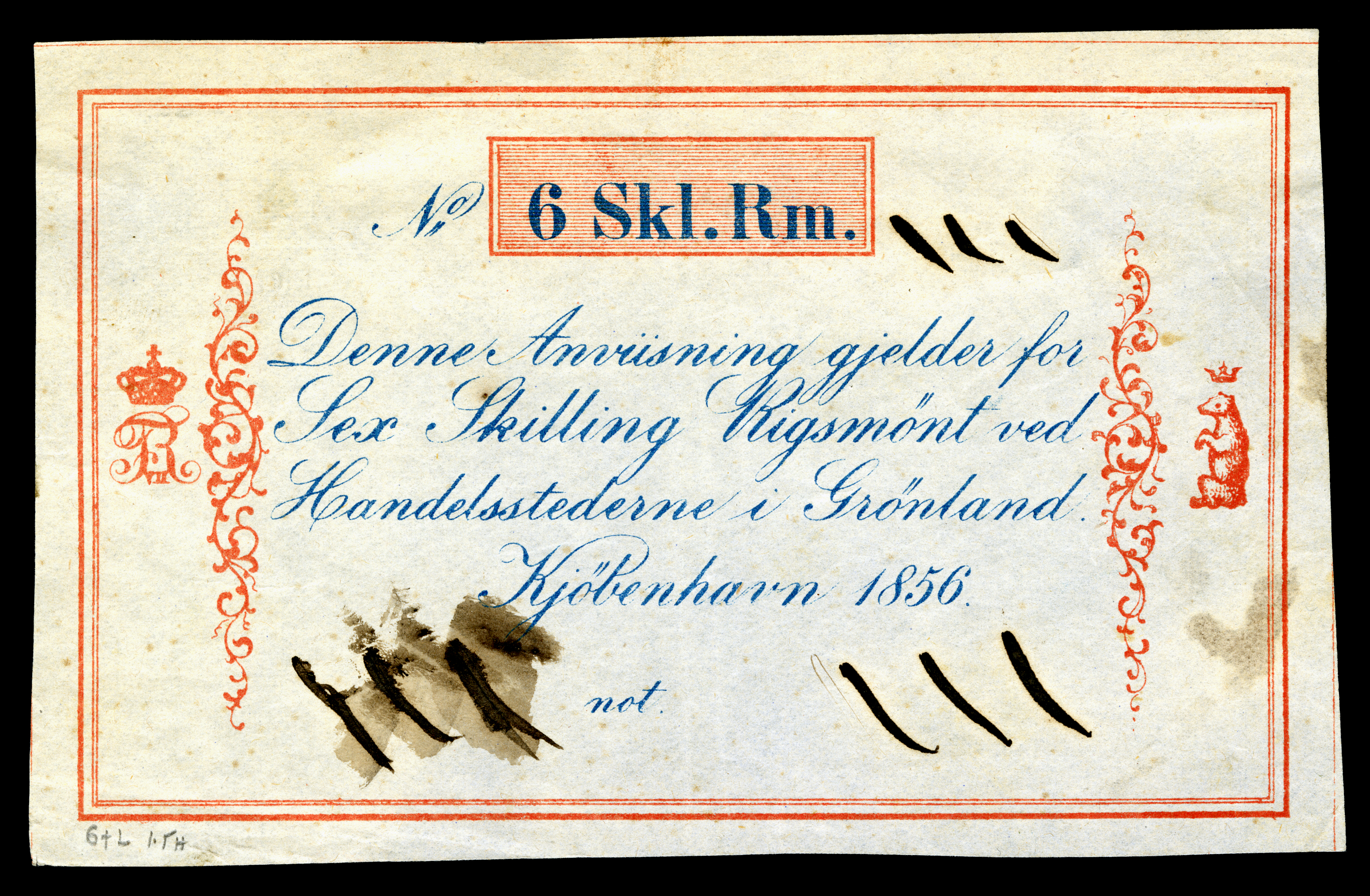
Billet groenlandais de 6 skilling rigsmont (1856).

Le rigsdaler était la monnaie du Groenland jusqu'en 1874. Il était de même valeur que le rigsdaler danois qui circulait au Groenland aux côtés des billets distincts à partir de 1803.

## Histoire
Avant 1813, le rigsdaler courant était subdivisé en 96 skilling. En 1813, le rigsdaler courant fut remplacé par le rigsbanksdaler à un taux de six rigsdaler courant pour un rigsbankdaler, et les rigsbanksdaler étaient divisés en 96 rigsbank skilling. En 1854, les noms furent changés en rigsdaler et skilling rigsmønt. En 1874, la couronne groenlandaise fut introduite à un taux de 2 couronnes pour un rigsdaler. 

## Billets
En 1803, le Kongel. Grønlandske Handel introduisit des billets de 12 et 24 skilling, 1⁄2 et 1 rigsdaler courant. L'année suivante, le Handelsstederne i Grønland prit la charge de l’émission de papier monnaie et introduisit des billets de 6 et 12 skilling, 1⁄4, 1⁄2, 1 et 5 rigsdaler courant.
En 1819, après la réforme de la monnaie, des billets furent introduits pour 6, 12 et 24 skilling et 1 rigsbankdaler. Ils ont été remplacés en 1856 par des billets du même montant mais avec les nouvelles dénominations de skilling rigsmønt et rigsdaler.

## Sources
- (en) Cet article est partiellement ou en totalité issu de l’article de Wikipédia en anglais intitulé « Greenlandic rigsdaler » (voir la liste des auteurs).